# 加影金山嶺
2°59′31″N 101°49′00″E / 2.9920167°N 101.8165791°E
加影金山岭（Kajang Perdana），位于馬來西亞雪蘭莪州加影市偏东方向约5公里的地方，加影绕道（Kajang Bypass）以西北—东南方向贯穿其中，将住宅区分为南北两区。房屋发展商为D-HILL屋业发展有限公司。绕道北方为双层排屋（275单位）、店屋和一座宴会厅组成，北区山坡地已经规划为住宅区，尚未开发。南区为最早发展的一区，1999年开始发展，初期有4座4层商店40个单位（位于加影金山岭 3路）、2座廉价组屋(BLOCK A和 BLOCK B)共180个单位、2座中低价公寓(BLOCK C 和BLOCK D)180个单位（位于加影金山岭 2路)，还有双层排屋、三层城市屋。2004年南区加影金山岭3A路南边盖了一栋180个单位的中价公寓（Pangsapuri Perdana Impian），2006年底落成。2008年又在加影金山岭3A路以北盖了3栋四层楼店屋，共29个单位。

## 交通
加影金山岭出入方便，通过加影绕道往西北方向约5公里即可连接蕉赖加影大道通往吉隆坡，往东南方向可连接加影外环公路北端通往双溪龙、无拉港和沙登等地，亦可连接加影外环公路南端通往布城、万宜和芙蓉，往东南直走可走加影芙蓉大道到芙蓉。
自MRT捷运开通后，可乘坐T458接驳巴士前往加影体育馆站转搭MRT前往吉隆坡。

## 饮食
麦当劳24小时营业，餐馆多为马来餐馆。逢周二在加影金山岭3路有夜市，相当热闹。

## 商业
教育用品供应商、便利店、迷你市场、家具店、灯饰店、洗衣店、冷冻食品批发、摩多车修理店和汽车维修等。
主要商家有USL、7-SEVEN、99SPEEDMART、FRESH MARKET等。

## 人口
混合区，马来人较多，华人居次。

## 发展状态
周遭发展迅速，除金山岭发展商将在现有加影金山岭3路东边发展KAJANG WALK，为4栋二至三层新式商店、还有OASIS KAJANG，为有围篱高级住宅区。  

## 车祸
3月31日，此区一辆汽车坠入16公尺深的开放污水处理厂。